# 新平郡 (越南)
新平郡（越南语：／）是越南胡志明市下辖的一个郡。面积22平方公里，2019年总人口474000人。

## 地理
新平郡北接旧邑郡和第十二郡，西接新富郡，南接第十一郡，东接第三郡、第十郡和富润郡。

## 历史
1976年5月20日，西贡-嘉定市革命人民委员会将新山和郡和新山二郡合并为新平郡，并重新划分下辖各坊为第一坊、第二坊、第三坊、第四坊、第五坊、第六坊、第七坊、第八坊、第九坊、第十坊、第十一坊、第十二坊、第十三坊、第十四坊、第十五坊、第十六坊、第十七坊、第十八坊、第十九坊、第二十坊、第二十一坊、第二十二坊、第二十三坊、第二十四坊、第二十五坊、第二十六坊、第二十七坊、第二十八坊28坊。
1976年7月2日，越南正式统一，西贡-嘉定市更名为胡志明市。新平郡随之划归胡志明市管辖。
1977年6月22日，撤销第二十七坊和第二十八坊，就近并入临近各坊。
1988年8月27日，第五坊部分区域划归第四坊管辖，第五区庯、第六区庯划归第二坊管辖，第八坊并入第五坊，第十九坊部分区域划归第十八坊、第二十坊管辖，第二十一坊并入第十九坊，第二十二坊部分区域划归第十一坊、第十三坊管辖，第二十二坊剩余区域和第二十三坊合并为第十坊，第二十六坊部分区域和第二十四坊合并为第九坊，第二十六坊剩余区域和第二十五坊合并为第八坊，第七坊并入第六坊，第二坊部分区域和原第九坊、原第十坊合并为第三坊。
2003年11月5日，以第十六坊、第十七坊、第十八坊、第十九坊、第二十坊5坊和第十四坊、第十五坊部分区域析置新富郡；第十三坊部分区域划归第十一坊、第十二坊和第十四坊管辖，第十四坊部分区域划归第十三坊管辖。

## 行政区划
新平郡下辖15坊，郡人民委员会位于第十四坊。
- 第一坊（Phường 1）
- 第二坊（Phường 2）
- 第三坊（Phường 3）
- 第四坊（Phường 4）
- 第五坊（Phường 5）
- 第六坊（Phường 6）
- 第七坊（Phường 7）
- 第八坊（Phường 8）
- 第九坊（Phường 9）
- 第十坊（Phường 10）
- 第十一坊（Phường 11）
- 第十二坊（Phường 12）
- 第十三坊（Phường 13）
- 第十四坊（Phường 14）
- 第十五坊（Phường 15）

## 经济
新平郡经济活动以商业、工业为主。

## 交通
新山一国际机场坐落在新平郡。